# Bipaliinae
Bipaliinae ist eine Unterfamilie der Landplanarien, die auf Madagaskar, dem indischen Subkontinent und Südostasien beheimatet ist. Einige Arten der Subfamilie wurden weltweit als Neozoon eingeführt.

## Merkmale
Charakteristisch für die Unterfamilie Bipaliinae ist eine halbmondförmiger Kopf, der ihr auch die umgangssprachliche Bezeichnung „Hammerhaiwürmer“ gibt. Am Rand des Kopfes befinden sich eher bauchseitig sensorische Gruben und eher rückenseitig kleine Augen.

## Gattungen
Vier Gattungen werden der Unterfamilie Bipaliinae zugeordnet:
- Bipalium Stimpson, 1857
- Humbertium Ogren & Sluys, 2001
- Novibipalium Kawakatsu et al., 1998
- Diversibipalium Kawakatsu et al., 2002